# Pierre Talon
Pour les articles homonymes, voir Talon.
Pierre Talon (né en 1676 - mort durant la première moitié du XVIIIe siècle) fut un explorateur canadien.

## Biographie
Pierre Talon est né à Québec en 1676, fils ainé de Lucien Talon et Isabelle Planteau.
Toute sa famille était retournée en France, lorsqu'ils se sont engagés en 1684 pour aller fonder une colonie au sud de ce qui était alors la Louisiane, avec René Robert Cavelier de La Salle . Seulement l'expédition est un échec, les colons français arrivent sur la côte du Texas, à 500 miles à l'Ouest de leur destination. 
Après l'assassinat de La Salle par un de ses membres d'équipage, et le massacre des colons par les amérindiens Clamcoets, Pierre Talon se réfugie chez les Cenis. Il apprend la langue de ce peuple amérindien et vit 3 ans avec eux, comme un des leurs. Les frères et sœurs avaient été sauvés par des femmes amérindiennes et adoptés par la tribu eux aussi. En 1690, le général espagnol Alonso de León retrouva Pierre Talon chez les Cenis, les cinq enfants furent emmenés en Nouvelle-Espagne à San Luis Potosí, et ensuite à Mexico, où ils passèrent dix années au service du Vice-roi, Gaspar de la Cerda Sandoval Silva y Mendoza (Conde de Galve) . 
Pierre et son frère Jean-Baptiste furent ensuite enrôlés dans la marine espagnole et débarquèrent à Vera Cruz. Lorsque leur navire fut capturé par le capitaine Desaugers, ils demandèrent à retourner en Espagne, mais furent enrôlés dans la compagnie Feuguerolles de la marine française. Pierre et Jean-Baptiste, dans leur interrogatoire  à Brest en 1698, donnent beaucoup de détails concernant le caractère, les coutumes, et les croyances religieuses des tribus amérindiennes avec qui ils avaient vécu, de même que la faune et la flore de la portion sud du continent Nord américain. Ils mentionnent les tribus suivantes : Clamcoets, Temerlouans, Tohos, Cenis, Ayennys, Amalchams, Canotinos, Paouitas, et Chomans. 